# Ectaetia sublignicola
Ectaetia sublignicola är en tvåvingeart som beskrevs av Nina Krivosheina 2002. Ectaetia sublignicola ingår i släktet Ectaetia och familjen dyngmyggor. Inga underarter finns listade i Catalogue of Life.